# Coupe d'Asie des vainqueurs de coupe de football 1998-1999
Navigation
Édition précédente Édition suivante
La Coupe d'Asie des vainqueurs de coupe 1998-1999 est la neuvième édition de la Coupe d'Asie des vainqueurs de coupe de football, compétition organisée par l'AFC. Elle oppose les vainqueurs des Coupes nationales des pays asiatiques lors de rencontres disputées en matchs aller-retour, à élimination directe.
Cette saison voit le sacre du club saoudien d'Al Ittihad qui bat les Sud-Coréens de Chunnam Dragons lors de la finale disputée à Tokyo, au Japon. C'est la première Coupe des Coupes pour le club et la troisième édition consécutive remportée par un club d'Arabie saoudite. Le tenant du titre, Al Nasr Riyad, se fait éliminer dès son entrée en lice, en huitièmes de finale. 

## Résultats

### Premier tour

#### Asie de l'Ouest
| Équipe 1            | Résultat | Équipe 2            | Aller  | Retour |
| ------------------- | -------- | ------------------- | ------ | ------ |
| Kazma Sporting Club | 5 - 2    | Al Wahda Club       | 2 - 0  | 3 - 2  |
| Al Ahli Sanaa       | 0 - 3    | Talaba SC           | 0 - 0  | 0 - 3  |
| Paas Teheran        | 10 - 3   | Al-Seeb Sports Club | 10 - 1 | 0 - 2  |
| Al Ahli SC          | -        | Nejmeh SC forfait   | -      | -      |
| FK Khodjent         | 2 - 5    | Pakhtakor Tachkent  | 1 - 1  | 1 - 4  |
| Nisa Achgabat       | 2 - 1    | FC Kaysar           | 1 - 0  | 1 - 1  |

#### Asie de l'Est
| Équipe 1              | Résultat | Équipe 2                | Aller | Retour |
| --------------------- | -------- | ----------------------- | ----- | ------ |
| Sinthana FC           | 5 - 2    | Woodlands Wellington FC | 4 - 1 | 1 - 1  |
| Hai Quan              | 2 - 5    | Sarawak FA              | 1 - 2 | 1 - 3  |
| Chunnam Dragons       | -        | Police SC forfait       | -     | -      |
| Salgaocar Sports Club | 1 - 4    | Beijing Guoan           | 1 - 0 | 0 - 4  |
| Mahendra Police Club  | 0 - 2    | New Radiant             | 0 - 0 | 0 - 2  |
| Happy Valley          | -        | PIA FC forfait          | -     | -      |

### Huitièmes de finale

#### Asie de l'Ouest
| Équipe 1            | Résultat | Équipe 2           | Aller | Retour |
| ------------------- | -------- | ------------------ | ----- | ------ |
| Kazma Sporting Club | 4 - 2    | Al Nasr RiyadT     | 3 - 0 | 1 - 2  |
| Paas Teheran        | 1 - 2    | Talaba SC          | 0 - 1 | 1 - 1  |
| Al Ahli SC          | 1 - 7    | Al Ittihad         | 0 - 0 | 1 - 7  |
| Nisa Achgabat       | 5 - 6    | Pakhtakor Tachkent | 5 - 0 | 0 - 6  |

#### Asie de l'Est
| Équipe 1                        | Résultat | Équipe 2        | Aller | Retour |
| ------------------------------- | -------- | --------------- | ----- | ------ |
| forfait Yangon City Development | -        | Sarawak FA      | -     | -      |
| New Radiant                     | 4 - 6    | Happy Valley    | 3 - 1 | 1 - 5  |
| Sinthana FC                     | 1 - 11   | Kashima Antlers | 1 - 2 | 0 - 9  |
| Beijing Guoan                   | 0 - 4    | Chunnam Dragons | 0 - 2 | 0 - 2  |

### Quarts de finale

#### Asie de l'Ouest
| Équipe 1                    | Résultat | Équipe 2           | Aller | Retour |
| --------------------------- | -------- | ------------------ | ----- | ------ |
| forfait Kazma Sporting Club | -        | Talaba SC          | -     | -      |
| Al Ittihad                  | 4 - 0    | Pakhtakor Tachkent | 3 - 0 | 1 - 0  |

#### Asie de l'Est
| Équipe 1     | Résultat | Équipe 2        | Aller | Retour |
| ------------ | -------- | --------------- | ----- | ------ |
| Happy Valley | 1 - 7    | Chunnam Dragons | 0 - 3 | 1 - 4  |
| Sarawak FA   | 2 - 14   | Kashima Antlers | 2 - 4 | 0 - 10 |

### Phase finale
L'ensemble des rencontres est disputé à Tokyo, au Japon du 16 au 18 avril 1999.

#### Demi-finales
| Équipe 1        | Résultat | Équipe 2        |
| --------------- | -------- | --------------- |
| Al Ittihad      | 3 - 1    | Talaba SC       |
| Kashima Antlers | 1 - 4    | Chunnam Dragons |

#### Match pour la3eplace
| Équipe 1        | Résultat | Équipe 2  |
| --------------- | -------- | --------- |
| Kashima Antlers | 1 - 0    | Talaba SC |

#### Finale
| 18 avril 1999 | Al Ittihad                 | 3 - 2 beo | Chunnam Dragons   | Stade olympique national, Tokyo |  |
|               | Bahja 10e, 105e · Nour 84e |           | Sang-rae 14e, 70e |                                 |  |